# Danis absyrtus
Danis absyrtus är en fjärilsart som beskrevs av Felder 1859. Danis absyrtus ingår i släktet Danis och familjen juvelvingar. Inga underarter finns listade i Catalogue of Life.